# Abdulaziz Al Anberi
Abdulaziz Al Anberi (arabe : عبد العزيز العنبري), né le 3 janvier 1954 à Koweït City au Koweït, est un footballeur international koweïtien, qui évoluait au poste d'attaquant.
Il est également joueur de volley-ball et de basket-ball avant de devenir footballeur.

## Biographie

### Carrière en club
Abdulaziz Al Anberi joue en faveur du Koweït SC entre 1976 et 1986. Il remporte avec cette équipe deux titres de champion du Koweït, et quatre Coupes du Koweït.

### Carrière en équipe nationale
Avec l'équipe du Koweït, il joue 25 matchs dans les compétitions organisées par la FIFA, inscrivant 12 buts, entre 1978 et 1986.
Il figure dans le groupe des sélectionnés lors de la Coupe du monde de 1982. Lors du mondial organisé en Espagne, il joue trois matchs : contre la Tchécoslovaquie, la France, et l'Angleterre.
Il joue également 22 matchs comptant pour les tours préliminaires des coupes du monde (1978, 1982 et 1986), inscrivant 10 buts.

## Palmarès
Koweït SC
- Championnat du Koweït (2) :
  - Champion : 1976-77 et 1978-79.
  - Vice-champion : 1984-85.

- Coupe du Koweït (4) :
  - Vainqueur : 1976-77, 1977-78, 1979-80 et 1984-85.